# Moravský rybářský svaz
Moravský rybářský svaz, z. s. (MRS), je spolek, sdružující sportovní rybáře na jižní Moravě. Spolek měl k 31. prosinci 2006 celkem 73 295 členů ve 103 místních organizacích. Moravský rybářský svaz obhospodařuje rybářské revíry pstruhové a mimopstruhové na území původního Jihomoravského kraje.
Počátky moravského organizovaného rybářství v druhé polovině 19. století jsou spojeny s „Brněnským rybochovným spolkem” (Brünner Fischzucht-Verein), později nesoucího název „První moravský rybářský spolek” (Erster mährischer Fischereiverein in Brünn), a s jeho prvním předsedou Emilem Weegerem, který se také aktivně podílel nejen na vzniku Moravského zemského rybářského spolku (Mährischer Landes-Fischereiverein), ale i rakouské rybářské organizace „c. k. Rakouské rybářské společnosti” (k. k. Österreichische Fischereigesellschaft), podnítil výrobu moravské rybářské mapy a jako rybářský expert byl také přizván k sestavování moravského rybářského zákona. Po vzniku Československa zastával funkci v zemské organizaci „Svaz rybářských spolků a družstev na Moravě a ve Slezsku”. Po ukončení dlouhého totalitního období dvou za sebou jdoucích režimů se Moravský rybářský svaz v roce 1990 oddělil od bývalé socialistické masové organizace Českého rybářského svazu, začleněného pod Národní frontou.

## Historie
V druhé polovině 19. století nastal prudký rozvoj lovu ryb na udici a spolkového rybářského života. Zakládané rybářské spolky, svazy a družstva se zabývaly nejen rybolovem samotným, ale také osvětou, vzděláváním rybářů, chovem ryb a následným osazováním vodstva násadami štik, candátů, kaprů, lipanů, línů, pstruhů, úhořů apod., iniciovaly též zákony, nařízení a pravidla na jejich ochranu.

### První moravský rybářský spolek/Erster mährischer Fischereiverein (1878)
Významnou osobností v historii moravského rybářství byl Emil Weeger (1819–1893), majitel továrny na kůže a kožené zboží ze Starého Brna. Mimo své angažovanosti ve veřejném životě a komunální politice byl v únoru 1872 v rámci příprav Světové výstavy ve Vídni (Weltausstellung 1873) jmenován generálním ředitelem pro všechny stavební práce ve vídeňském Prátru a zároveň přidělen přímo k baronovi Wilhelmovi von Schwarz-Senborn, generálnímu řediteli světové výstavy. K doplňujícím stavbám výstaviště patřilo akvárium (Wiener Aquarium), jehož stavba byla svěřena privátním podnikatelům. V červenci se utvořilo konsorcium (svobodný pán Albert Klein von Wisenberg; rytíř Karl von Offermann, brněnský textilní fabrikant; Wilhelm rytíř von Engerth, architekt a inženýr; rytíř Leopold von Raffay, c. k. štábní lékař; Prof. Dr. Josef Arenstein, šéf zemědělské sekce Světové výstavy 1873; Emil Weeger, brněnský obchodník a fabrikant), které se rozhodlo vybudovat sladkovodní a mořské akvárium jako stálou stavbu a za tímto účelem si na Císařské louce (Kaiserwiese) propachtovalo na deset let stavební pozemek. Celá stavba byla dokončena za osm měsíců a otevřena 29. června 1873.
V roce 1878 inicioval Emil Weeger vznik německého „Brněnského rybochovného spolku” (Brünner Fischzucht-Verein), jehož se stal předsedou, a zřízení první chovné sádky pro umělý chov pstruhů na c. k. českém Učitelském institutu v Brně. V roce 1881 byl spolek přejmenován na „První moravský rybářský spolek” (Erster mährischer Fischereiverein in Brünn) s rozšířenou působností po celé Moravě. Spolek se označoval za utrakvistický, ale většina členů byla německých. V roce 1879 se v Opavě konstituoval „První rakousko-slezský rybářský spolek” (Erster österreichisch-schlesischen Fischzucht-Verein). V roce 1882 vznikl „Druhý moravský rybářský a rybochovný spolek” (Zweiter mährischer Fischerei- und Fischzucht-Verein), který se v roce 1886 sloučil s „Prvním moravským rybářským spolkem“. V roce 1883 přibyl v Jihlavě „I. Iglauer Fischzuchtverein”, r. 1883 ve Valašském Meziříčí „Fischereiver. in Wall.-Meseritsch”, r. 1884 ve Vsetíně „Rybářská družina”, r. 1885 „Rybářská družina” v Krásnu, r. 1885 „První rybářský spolek” v Moravské Ostravě, r. 1886 v Rájci „Raitzer Fischerclub”, r. 1888 „Fischereiverein” in Liebau, r. 1889 „Spolek pro zvelebení ryb ve Svitávce”, r. 1890 „Rybářský spolek v Třebíči” (Fischereiverein in Trebitsch).
Druhým předsedou „Prvního moravského rybářského spolku“ se po E. Weegerovi stal hrabě Quido Dubský a po něm následoval advokát JUDr. Friedrich Maria Wenzel Klob, prezident Moravské advokátní komory. Po sloučení prvního a druhého moravského rybářského spolku došlo ke změně stanov, které vstoupily v platnost 13. dubna 1887. Do vedení spolku byli zvoleni:
Předseda: hrabě Quido Dubský
Místopředsedové: advokát Dr. Friedrich Klob, Alois v. Hansely
Členové kulturního výboru: Franz Gnambs, c. k. úředník; Ferdinand Janka, pojišťovací (Assekuranz) úředník; Albin Kutschera, c. k. učitel tělocviku; Carl Mühlinghaus, továrník; Gustav Ritter von Schoeller, továrník; Hermann Winiker, majitel knihtiskárny.
Členové sportovního výboru: Adolf Hildebrand, tovární inženýr; Julius Kotzmann, dámský obuvník; Anton Loos, obchodní agent; Franz Josef Meixner, účetní; Martin Radosta, výrobce železářského zboží; Josef Simm, pozlacovač.
Revizoři: Heinrich Marx, tovární účetní; Franz Pelikan, výrobce oděvů.
Náhradníci: Josef Santa a Johann Schwarz.
Členský příspěvek byl stanoven na 1 zlatý, pro podporovatele na 2 zlaté, pro členy zabývající se sportovním rybolovem bylo stanoveno zápisné 2 zlaté a speciální sportovní příplatek. Na návrh pana Jungmanna přijala valná hromada pro členské sportovní rybáře rezoluci o zákazu živnostenského prodeje ryb ze spolkových revírů.
První moravský rybářský spolek v Brně zakoupil letos opětně 40.000 kusů oplozených jiker pstruhů z rakouského ústředního ústavu pro pěstování ryb v Solnohradě, a dal je k vylíhnutí do spolkového plemeniště, jež se nalézá v přízemních místnostech c. k. českého ústavu na vzdělání učitelů na Starém Brně. Vylíhlí mladí pstruzi se nasadí dílem do vod pro pstruhy výhodných, spolkem najatých, částečné se budou prodávati P. T. rybářům, kterým se jedná o rozmnožení výtečných těchto ryb, a sice 1000 kusů za 6 zl.; v případech pak zvláště pozoruhodných (pro pokusy) dodáni budou bezplatně. — Pro chov kaprů pronajal spolek rybník ve Sv. Kateřině u Blanska, který oživen byl před dvěma roky mladými kapry a slibuje vydatný výtěžek. Proto vsazeni budou na jaře opětně mladí kapři do téhož rybníka. — Rozvržené založení rybníku pro pěstovaní pstruhů ve větším množství v Josefově u Adamova provedeno bude v tomto roce.
Moravská orlice, 27.1.1891

Spolkové zprávy a přihlášky vyřizoval tajemník, společné schůze se odbývaly vždy ve čtvrtek v hostinci pana Smidta v Rudolfské ulici čp. 5 a pro větší schůze si spolek pronajímal místnosti Švechatské pivnice v Brně na nynějším Jakubském náměstí. V roce 1894 se „První moravský rybářský spolek“ sloučil s „Moravským zemským rybářským spolkem“. Od roku 1906 se stal jeho nástupcem spolek „Wels”, Erster Brünner Sport-Fischereiverein („Wels“, První brněnský sportovně-rybářský spolek), který spolupracoval se znojemským spolkem „Fischereiverein für Znaim und Umgebung” (Rybářský spolek pro Znojmo a okolí), působícím v revírech na Dyji. Po vzniku Československa sdružoval německé rybářské spolky „Reichsverband der deutschen Fischereivereine, Verbände u. Genossenschaften in der Tschechoslowakischen Republik” (Říšský svaz německých rybářských spolků, svazů a družstev v Československé republice).

### Moravský zemský rybářský spolek/Mährischer Landes-Fischereiverein (1887)
V sobotu 12. února 1887 se konala v sále moravského Živnostenského spolku (mähr. Gewerbeverein) v Brně pod vedením předsedy přípravného výboru Emila Weegera konstituční valná hromada pro založení Moravského zemského rybářského spolku (Mährischer Landes-Fischereiverein), které bylo přítomno 40 členů. Po přijetí stanov se valná hromada usnesla na ročním členském příspěvku: pro podpůrné členy 2 zlatý a pro aktivní členy 1 zlatý. Jako spolkový lokál si zvolila sál Živnostenského spolku (mähr. Gewerbeverein). Zároveň bylo kladně rozhodnuto o členství „Dolnorakouského rybářského spolku“ (Niederösterreichischer Fischereiverein).
Do ústředního výboru byli zvoleni pánové:
Předseda: Emil Weeger;
Místopředsedové: dr. Moritz Viktor Julius rytíř von Bauer (oženil se s dcerou Petra rytíře Chlumeckého), dr. Karl rytíř von Offermann;
Členové správní rady: Anton Tomaschek a Prof. dr. Phil. Anton Zoebel, profesoři na c. k. brněnské vysoké technické škole; Emilian Schulz, ředitel c. k. českého učitelského ústavu v Brně; Anton Sommer vedoucí inspektor státní železnice, dr. Bruno Speck, lékař I. třídy na brněnské zemské nemocnici; Ludwig Sulkowsky von Bielitz (Bílsko); Eduard Gallab (šenk Horní Heršpice); Eduard Gärtner (pekař); Franz Weidhofer;
Náhradníci: Anton Klimesch, c. k. úředník; Dr. I. Lamatsch, lékárník; Hugo Lick;
Pokladník: advokát dr. Karl Filip Popper;
Sekretáři: soudní odhadce Anton Mann (ad honores) a Franz Werosta, živnostník.
Dne 28. května 1887 došlo na první spolkové valné hromadě nově konstituovaného zemského rybářského spolku ke změně názvu na Moravský zemský rybářský spolek, sekce c. k. moravsko-slezské hospodářské společnosti (Mährischer Landes-Fischereiverein, als Section der k. k. mähr.- schles. Ackerbau-Gesellschaft). Emil Weeger se zasadil nejen o vznik Moravského zemského rybářského spolku, ale i o vydání rybářské mapy pro Moravu (Fischerei-Karte von Mähren) a v roce 1872 byl jako expert přizván ke zpracováním návrhu rybářského zákona.
Oznámení.
Mor. zemský spolek rybářský, jemuž se dostalo na r. 1889 podpor od Jeho Veličenstva našeho nejmilostivějšího císaře, vys. c. k ministerstva orby, sl. c. k. mor. slez. společnosti pro orbu a j., jest opět sto pány členy spolku, kteří hodlají založiti rybníky, neb nasaditi ve sladkých vodách ušlechtilé druhy ku umělému chovu ryb, zaopatřiti letos, jako v letech předešlých, mladými rybkami pstruhů, kaprů a pod., jakož i vajíčka pstruhů atd. pak přístroje k líhnutí ryb, knihami ku poučení o rybnikářství a umělému chovu ryb a sice dle výše zaplaceného ročního příspěvku dílem bezplatně, pokud tomu prostředky spolku dovolují, dílem pak za cenu kupní.
Zvou se tedy páni členové spolku a všichni ti, kteří této výhody použíti hodlají, aby svá přání co nejdříve oznámili, aby se mohla potřeba přesně určiti, a to nejdéle do 20. září na adresu: Moravský zemský spolek rybářský, sekce c. k. mor. slez. společnosti pro orbu Brno, Měšťanská ul. 16 zaslali a mimo počet a druh ryb i své jméno a bydliště, nejbližší poštu a stanici dráhy udali. V každé žádosti budiž přesně udáno, do jaké vody budou zárodky ryb nasazeny. — Založení větších rybníků neb ústavů ku chovu ryb, může se provésti za přímé dohlídky a technického vedení spolku. O bezplatné rozšíření tohoto oznámení se v zájmu dobré věci prosí.
V Brně, dne 30. srpna 1889. 
Za správní radu mor. zem. spolku rybářského: Emil Weger, president.
Moravská orlice, 5.9.1889

Po smrti dlouholetého předsedy Emila Weegera († 2.3.1893) se uskutečnila 5. dubna 1894 výroční valná schůze v místnostech c. k. hospodářské jednoty ve Františkově museu v Brně, při které došlo ke sloučení s „Prvním moravským rybářským spolkem” a k volbě nového výboru v čele s advokátem JUDr. Friedrichem Klobem (* 4.2.1836 Olomouc – † 18.8.1913 Brno). Během roku zemský spolek uspořádal několik putovních schůzí po území Moravy, rozeslal členům rybí potěr a násady, skrze dva delegáty se zúčastnil V. Rakouského rybářského dne (V. Österreichische Fischereitag), předsednictvo a referent hrabě August Fries jednání o novém moravském rybářském zákoně, dále spolek uspořádal první 14denní rybářský kurz, zřídil sekci pro sportovní rybaření (Angelsport-Section) a 25. února 1895 konal valnou hromadu, na které byli do výboru sportovní sekce zvoleni:
Předseda: Anton Sommer, vedoucí inspektor státní železnice;
Sekretář: Franz Gnambs, c. k. úředník;
Pokladník: Philipp Deutsch;
Členové výboru: Ferdinand Janka, pojišťovací úředník; Martin Radosta, výrobce železářského zboží; Anton Schiebl; Ludwig Waraus, tovární úředník.
Nákladem Moravského zemského rybářského spolku vydal profesor Albin Kutschera v roce 1895 „Rybářský klíč” - návod, jak určovati jména ryb žijících v našich vodách. Ve dnech od 8. do 15. srpna 1896 pořádal v Brně rybářský kurz v německém jazyce, kde se měli posluchači seznámit s nejzajímavějšími a nejnovějšími informacemi o chovu ryb a raků, sportovním rybolovu, o výstavbě a hospodaření rybníků. Lektory byli vybráni profesoři Novotný a Kučera. Mimo dopoledních a odpolední přednášek absolvovali účastníci kurzu také exkurzi k rybníkům. Cena kurzu byla stanovena na 20 korun a spolek jej doporučoval zájemcům zralejšího věku s obecným a odpovídajícím vzděláním, zvláště vítal učitele. Potřebným mohla být na podkladě žádosti udělena sleva. Zákonem ze dne 19. května 1897 č. 40/1897 mor. z. z., o zemědělské radě pro markrabství Moravské, v podstatě zanikla c. k. moravsko-slezská hospodářská společnost. Stalo se tak na poslední valné hromadě 12. prosince 1898, kde se sama zrušila a odsouhlasila převod veškerého svého majetku na zemi moravskou. Zemědělská rada byla orgánem, složeným z odboru českého, odboru německého a ústředního výboru. Moravský zemský rybářský spolek tímto nadále vystupoval jako samostatná organizace.
 Zasláno do Brna, Blanska, Rájce a Doubravice na Svitavě.

Zřizuji rybářské družstvo na „Svitavě” od Oborských severních po jižní Blanenské hranice a vybízím tímto všechny rybáře, kteří by účastniti se chtěli, aby mi bez odkladu dopsali a zřetelné své jméno, stav a bydliště udali, bych s nimi dále mohl vyjednávati.
V Brně, 3. března 1901.
Albín Kučera, učitel c. k. českého paedagogia, Brno, Gomperzova ul. 18.
Lidové noviny, 1901

V roce 1909 vyzval zemský rybářský spolek a Dr. Karel Absolon, kustod matematicko-přírodovědeckého oddělení Františkova muzea, k zasílání rybářských exemplářů pro nově budované muzejní rybářské oddělení. Na začátku října 1911 vyšel „Mährische Landesfischereiverein” vstříc členským milovníkům rybolovu a pro návštěvníky Podyjí vystavoval jednorázové návštěvnické rybářské lístky (Gast- oder Teilkarten) po 2 korunách. Ty mohli zájemci obdržet u spolkového pokladníka Karla Raynoschka v Brně na Waisenhausgasse / Sirotčí ul. 11. V roce 1912 vysadil do řeky Svitavy 20 000 pstruhového potěru a 1 500 jednoletých násad, ve spolkových líhních se nacházelo dalších 20 000 vajíček pstruha duhového. Z těch pak bylo 10 000 kusů vysazeno do Svratky a zbytek rozdělen členům. Spolek nadále poskytoval rady k chovu ryb, pořádal vzdělávací kurzy.
S vzrůstajícím cestovním ruchem, turistikou a zájmem o sportovní rybaření už vystavoval v letech 1912–1913 rybářské lístky (Fischereikarten): pro řeku Dyji / Thaya (v úseku 22 km) za 20 K, pro Svratku / Schwarza (od mostu v Bystrci k Říšskému mostu na Vídeňské ul.) za 6 K, pro Svitavu / Zwitta (od strážního domku v Obřanech až za Adamov-„Katharinensteg”) za 20 K, pro kratší úsek od strážního domku v Obřanech až k Bílovicím za 10 K. Pro Dyji a Svratku vydával rybářské lístky p. Karl Sykora (Brno, Údolní 59), pro Svitavu hlavní Ing. Ed. Schliegel (Brno, Beischlägerova 1).
V důsledku úmrtí předsedy F. Kloba († 1913) byl zvolen do čela spolku advokát Dr. Wilhelm Freisler (* 6.12.1862 Kujavy – † 9.4.1930 Brno). Po vzniku Československa přijímal až do roku 1921 přihlášky na rybářské lístky pouze Moravský zemský rybářský spolek v Brně. Ve stejném roce uspořádal v Mikulově v rámci zde konané zemědělské výstavy rybářskou výstavu.
| ROK     | PŘEDSEDA SPOLKU                     | I. MÍSTOPŘEDSEDA                          | II. MÍSTOPŘEDSEDA                                   | SEKRETÁŘ (od 1911 i redaktor)              |
| ------- | ----------------------------------- | ----------------------------------------- | --------------------------------------------------- | ------------------------------------------ |
| 1898    | JUDr. Friedrich Klob                | Anton Sommer (hl. inspekt. st. železnice) | Ferdinand Heyssig v. Campuzzi (penz. c. k. nadpor.) | -                                          |
| 1899    | JUDr. Friedrich Klob                | Anton Sommer                              | Ferdinand Heyssig v. Campuzzi                       | -                                          |
| 1900    | JUDr. Friedrich Klob                | Anton Sommer                              | Rudolf Maria Rohrer jun., též předs. sport. sekce   | August Buchta (zemský úředník)             |
| 1901    | JUDr. Friedrich Klob                | Emil Kostka (c. k. zemský soudní rada)    | Emil Kořistka (sekretář v Biskupský dvůr)           | August Buchta                              |
| 1902    | JUDr. Friedrich Klob                | Emil Kostka                               | Emil Kořistka                                       | August Buchta                              |
| 1903    | JUDr. Friedrich Klob                | Emil Kostka                               | Emil Kořistka                                       | August Buchta                              |
| 1904    | JUDr. Friedrich Klob                | Emil Kostka                               | Emil Kořistka                                       | Škréta Johann (správ. revíru Královo Pole) |
| 1905    | JUDr. Friedrich Klob                | Emil Kostka                               | Emil Kořistka                                       | Škréta Johann                              |
| 1906    | JUDr. Friedrich Klob                | Emil Kostka                               | Emil Kořistka                                       | Škréta Johann                              |
| 1907    | JUDr. Friedrich Klob                | Emil Kostka                               | Emil Kořistka                                       | Škréta Johann                              |
| 1908    | JUDr. Friedrich Klob                | Emil Kostka                               | Emil Kořistka                                       | Škréta Johann                              |
| 1909    | JUDr. Friedrich Klob                | Emil Kostka                               | Emil Kořistka                                       | Škréta Johann                              |
| 1911    | JUDr. Friedrich Klob                | Emil Kostka                               | Martin Radosta (továrník)                           | Karel Ullman (bank. úředník)               |
| 1912    | JUDr. Friedrich Klob                | Emil Kostka                               | Martin Radosta                                      | Karel Ullman                               |
| 1913    | JUDr. Friedrich Klob († 1913)       | Emil Kostka                               | Dr. Wilhelm Freisler (přísedící zemského výboru)    | Rudolf Bayer                               |
| 1914    | chybí                               | Emil Kostka (c. k. dvorní rada)           | Dr. Wilhelm Freisler                                | Rudolf Bayer                               |
| 1915-19 | Dr. Wilh. Freisler (přís. zem. výb. | Emil Kostka                               | JUDr. Karel Novotny                                 | Rudolf Bayer                               |

### Rakouská rybářská společnost / Österreichische Fischereigesellschaft
Rybářské spolky vznikaly po celé monarchii, ale oproti Německu chyběla centrální organizace, která by všechny spolky sdružovala. Dne 2. června 1879 se konal v Kammer am Attersee „První rakouský rybářský sněm” (Erste österr. Fischereitag zu Kammer am Attersee), kterého se zúčastnily skrze své delegáty: c. k. Hospodářská společnost ve Vídni (k. k. Landwirthschaft-Gesellfchaft in Wien), c. k. Hospodářská společnost v Linci (k. k. Landwirthschaft-Gesellschaft in Linz), dolnorakouský Lovecký a ochranářský spolek (n.-ö, Jagd-Schutzverein), Lovecký a ochranářský spolek pro Innskou čtvrť (Jagd- und Fifcherei-Schutzverei im Innkreis), c. k. Lesnické ředitelství pro oblast Horního Rakouska a Solné komory (k. k. Forst- und Domänen-Direction für Ober-Oesterreich und das Salzkammergut), Ústřední ústav pro umělý rybářský chov v Salcburku (Central-Anstalt für künstliche Fischzucht in Salzburg), Bavorský rybářský spolek v Mnichově (Bairische Fischerei-Verein in München), rybářské spolky z Pasova, Lince, Ischlu, Štýrského Hradce a Brna (Fischerei-Vereine von Passau, Linz, Ischl, Graz a Brünn).
Za Brno byl delegován předseda spolku Emil Weeger. Účelem setkání měl být vznik centrálního rybářského vedení s ústředním výborem, zvoleným z delegovaných členů rybářských spolků Horního Rakouska, Štýrska a Moravy se sídlem ve Vídni. Jedním z hlavních úkolů ústředního výboru bylo vypracování nového rybářského zákona. V roce 1880 došlo ke konstituci „Rakouského rybářského spolku” (Österreichischer Fischereiverein) a v roce 1882 „Svazu rakouských rybářských spolků” (Verband der österreichischen Fischereivereine), který sdružoval rybářské říšské spolky zemí a království zastoupených na Říšské radě.
Ve dnech 29. - 30. dubna 1882 se konal ve Vídni II. Rakouský rybářský sněm (II. Oesterreichische Fischereitag). Za První moravský rybářský spolek se ho zúčastnili: Emil Weeger, advokát Dr. Friedrich Maria Wenzel Klob, baron Offermann a Franz Gnambs. Ze Slezska dorazili: obchodník I. Schurek z Mährisch Ostrau, F. Siegber, poslanec Dr. Emil Sax, Ed. Siegel, Dr. Gustav rytíř von Gerl a Dr. Rudolf šlechtic Ott. III. Rakouský rybářský sněm byl svolán na 24.-25. května 1885 do Štýrského Hradce. Pozvání přijalo skrze své delegáty 15 členských rybářských spolků, mezi nimiž se nalézal také Moravský zemský rybářský spolek, dále pak členové různých domácích a zahraničních rybářských organizací. V roce 1890 se konal ve Vídni IV. Rakouský rybářský sněm, v roce 1894 V. rakouský rybářský sněm , v roce 1898 VI. Rakouský rybářský sněm  a v roce 1900 VII. Rakouský rybářský sněm.
VIII. Rakouský rybářský sněm (VIII. Oesterreichische Fischereitag) se uskutečnil k příležitosti Mezinárodní rybářské výstavy ve Vídni (Internationale Fischereiausstellung) ve dnech 12., 13., 14. září 1902. Ve dnech 4. - 9. května 1905 se konal ve Vídni Mezinárodní rybářský kongres, kterého se zúčastnily nejen skoro všechny evropské státy, ale také Spojené státy americké, Argentina, Chile, Austrálie, Indie, Persie a Japonsko. Během kongresu byl svolán Rakouským rybářským spolkem ke svému 25. výročí založení na 6. května IX. Rakouský rybářský sněm (IX. Oesterreichische Fischereitag) a císař František Josef I. udělil spolku titul c. k. Rakouská rybářská společnost (k. k. Österreichische Fischereigesellschaft, nyní Österreichische Fischereigesellschaft, zkratka ÖFG), která se stala řídícím orgánem rakouských rybářských spolků. Ve Vídni se pak konaly i X. Rakouský rybářský sněm (11. dubna 1908), XI. Rakouský rybářský sněm (9. - 10. dubna 1910), XII. Rakouský rybářský sněm (19. října 1912) a poslední předválečný XIII. Rakouský rybářský sněm (27. dubna 1914).

### Svaz rybářských spolků a družstev na Moravě a ve Slezsku (1897)
V srpnu roku 1895 uskutečnil Zemský rybářský spolek v Brně pod záštitou c. k. ministerstva orby ve Velkém Meziříčí rybářský kurz pro české zájemce, kterého se zúčastnilo 23 posluchačů (ze dvou třetin učitelů obecných a měšťanských škol). Kurz vedli sekretář zemského spolku prof. Jan Novotný a prof. Albin Kutschera. Dne 26. srpna podnikli kurzisté vědeckou vycházku k rybníkům: Vrkoči v Oslavičce, Velkému Netínskému a Závistskému a k panským sádkám ve Velkém Meziříčí. Nápomocni byli pánové: c. k. okresní sudí Emil Kostka, c. k. soudní adjunkt Karel Jelínek a soudní kancelista Ig. Skopec. Povozy k vycházkám poskytl zdarma ředitel panství František Svoboda.
Dne 24. prosince 1895 uspořádal jednatel Zemského rybářského spolku emer. c. k. professor Jan Novotný ve Velkém Meziříčí přednášku o pěstování ryb, ke které byli přizváni členové místního neoficiálního rybářského sdružení a přátelé rybářství z okolí (c. k. okr. hejtman František Frey, starosta Alois Zvach, c. k. poštmistr František Kittnar, c. k. okr. sudí Emil Kostka, c. k. okr. adjunkt Karel Jelínek, kancelisté Skopec a Hliněnský, prof. Večeř, ředitel V. Hašek a další). Po přednášce byli přítomní hosté vyzváni k přistoupení do spolku. Až 16. dubna 1897 dosáhlo sdružení rybářů schválení stanov a rozhodnutím ze dne 4. března 1898 č. 3226 byla rybářskému spolku povolena subvence 150 zl. na zvelebování rybářství. V říjnu roku 1898 vyjednával u c. k. ministerstva orby poslanec Říšské rady Václav Šílený jménem spolku o další finanční podpoře, která měla sloužit ke zřízení rybářského družstva a rybářského revíru pro celý okres.
Na podkladě místodržitelského nařízení se 27. listopadu 1898 konala ve Velkém Meziříčí schůze rybářského družstva za účelem úpravy stanov. Do rybářského družstva přistoupily obce: Radostín, Krásňoves, Kněževes, Petrovice, Dolní Heřmanice, Tasov, Vídeň, Pustina, Dobrá Voda, Dolní Bory, Rádenice, Oslavice, Ostrov, Baliny, Horní Libochová, Kundratice, Lavička, Pavlov, Votín a Dolní Radslavice.
V roce 1904 Rybářský spolek ve Velkém Meziříčí zahrnul do své působnosti další rybářské spolky a družstva a přejmenoval se na „Ústřední zemský svaz spolků, družstev a společenstev rybářských pro markrabství Moravské ve Velkém Meziříčí” (od roku 1938 Zemský svaz rybářský moravskoslezský). Po vzniku Československé republiky existovala na Moravě dvě ústředí rybářských spolků: český Ústřední zemský svaz rybářských spolků, družstev a společenstev pro Moravu ve Velkém Meziříčí a německý Zemský rybářský spolek v Brně. V neděli 25. února 1923 se v Brně konala ustavující schůze českého Svazu rybářských spolků a družstev na Moravě a ve Slezsku, jehož sídlem se stalo Brno. Cílem zřízení svazu mělo být sjednocení všech dosavadních českých i německých rybářských spolků na Moravě a ve Slezsku pod jednu organizaci. Úředním jazykem nově zřízeného svazu měla být čeština, ale příchozí agenda byla možná i v německém jazyce (od roku 1925 předsedou Jiří Mahen).
Svaz rybářských spolků a družstev na Moravě a ve Slezsku. V neděli dopoledne konala se v místnosti Starobrněnského pivovaru v Brně ustavující valná hromada Svazu moravských a slezských rybářských spolků. Na schůzi, již zahájil městský knihovník Jiří Mahen, bylo mimo jiné stanoveno, aby zápisné členů činilo 5 Kč a roční příspěvek 5 Kč. Zvláštní resolucí byl upraven poměr Svazu k německým spolkům a to tak, že se nečiní námitek proti vstupu německých spolků do Svazu. Nato zvolen předsedou Svazu p. Adam z Brna, místopředsedou učitel Koutek z Třebíče. Prof. Kafka přednášel pak organisaci říčního rybářství a čistoty veřejných toků a potřebě zřízení státního úřadu rybářského a o odpadových vodách továren a o nutnosti zřízení rybářské mapy a katastru pro Moravu a Slezsko. Bylo schváleno, aby se Svaz stal členem Unie. Po přijetí příslušné resoluce byla valná hromada skončena.
Moravská orlice, 27.2.1923

Po výstavbě Vranovské přehrady pronajal Zemský úřad v Brně v roce 1936 celé přehradní povodí v délce 36 km, rozdělené na revíry Vranov, Nový Bítov a Frejštejn, zemskému Svazu rybářských spolků a družstev na Moravě a ve Slezsku, se sídlem v Brně. V roce 1938 sdružoval Zemský svaz rybářský moravskoslezský v Brně 6 poříčních svazů s 86 rybářskými spolky a družstvy, k tomu 2 jednotlivce, 2 velkostatky a správu státních lesů. Celkem v něm bylo organizováno 4 014 členů.

### Rybářská unie Československé republiky (1923)
Sdružení rybářských klubů a spolků hospodářských a sportovních se sídlem v Praze vzniklo v roce 1908 na základě říšského zákona č. 58 ř. z. ze dne 25. dubna 1885. V roce 1913 byl název změněn na Zemské sdružení rybářské pro Království české. V roce 1921 se z něj konstituoval Svaz rybářských spolků a družstev pro Čechy v Praze, jež v roce 1922 svůj název upravil na Zemský svaz rybářský v Praze.
Dne 1. dubna 1923 byla ustanovena Unie rybářských spolků a družstev v Praze jako vrcholný orgán pro stavovské a hospodářské zájmy československého organizovaného rybářství v otevřených vodách (od roku 1933 Rybářská unie Československé republiky, v roce 1941 jen Rybářská unie), která počátkem r. 1938 sdružovala 4 zemské rybářské svazy a Říšský německý svaz rybářský:
1. Zemský svaz rybářský v Praze, který sdružoval 23 českých poříčních svazů s 341 rybářskými spolky a 40 000 členy.
2. Zemský svaz rybářský moravskoslezský v Brně, sdružoval 6 českých poříčních svazů s 86 rybářskými spolky a družstvy (a mimo to 2 jednotlivce, 2 velkostatky a správu státních lesů), celkem v něm bylo organizováno 4 014 členů.
3. Zemský svaz slovenský v Bratislavě sdružoval 44 rybářské spolky se 2 042 členy.
4. Zemský svaz rybářský v Podkarpatské Rusi v Mukačevě sdružoval 6 rybářských spolků (mimo to 3 ředitelství státních lesů a statků a akciovou společnost); celkem v něm bylo sdruženo 525 členů. Na Slovensku a v Podk. Rusi se nenacházel žádný poříční svaz.
5. Reichsverband der deutscher Fischereivereine, Verbände und Genossenschaften in der ČSR v Litoměřicích sdružoval 6 německých poříčních svazů se 48 rybářskými spolky v Čechách a 3 rybářské spolky ze Slezska, celkem 2 040 členů.
Prostřednictvím zemských rybářských svazů a jednotlivých rybářských spolků a družstev bylo v Rybářské unii ČSR organizováno celkem 48 621 členů.
RYBÁŘSKÉ ORGANISACE 
V naší republice máme rybářské zájemníky organisovány v institucích českých a německých. Největší organisací jest Unie rybářských spolků a družstev v Československé republice se sídlem v Praze. Ve své organisaci spojuje zemské rybářské svazy: český (sídlo Praha), moravský (Brno), slovenský (Bratislava), podkarpatoruský (Užhorod), jakož i německý říšský svaz — Reichsverband der deutschen Fischereivereine, Verbände u. Genossenschaften in der tschechoslowakischen Republik, jenž jest organisací všech německých spolků i družstev rybářských v ČSR a má své sídlo v Litoměřicích. —
Unie sdružuje pak v celku 340 spolků o celkovém počtu 63.000 členů, neorganisováno, zbývá asi 7000 členů ve spolcích. Unie rybářských spolků vydává svůj orgán, Rybářský Věstník, jehož redakci vede spolu s redakční radou doc. Dr. Karel Schäferna a odpovědným redaktorem jest prof Jindřich Seehák. Německý říšský rybářský svaz vydává také pro své členy časopis Der deutsche Fischer za redakce Dra Viktora Czecha. Rybniční hospodáři jsou organisováni hlavně v Ústřední jednotě rybářské ve Vodňanech, k nimž druží se v Jednotě také obchodníci rybami. V celku čítá Rybářská jednota na 500 členů a vydává jako svůj orgán redakcí ředitele Václava Štěpána časopis Československý rybář. — Vedle toho jsou rybniční hospodáři čeští organisovaní při Svazu čsl. velkostatkářů v Praze v Odboru majitelů rybníků, němečtí pak jsou organisováni v německém odboru majitelů rybníků při velkostatkářském svazu německém. Také obchodníci rybami mají ve Svazu velkoobchodnictva v ČSR svou zvláštní sekci. Sekce velkoobchodníků rybami, a při německém svazu velkoobchodním jest obdobná sekce německá.
 Dr. K. Schäferna, Československá vlastivěda 1936

V roce 1943 byla Rybářská unie Svazem pro zemědělství a lesnictví zrušena a při svazu vytvořen rybářský referát. Po osvobození v roce 1945 obnovil sice svaz činnost pod dočasnou národní správou, ale již v roce 1946 se vytvořil přípravný výbor nové ústřední organizace rybářské a oba zemské svazy (český a moravský) vstoupily do likvidace, která byla dokončena v roce 1951 sloučením s Jednotou rybářů v ČSR. Moravský zemský rybářský spolek Brno - Židenice byl od roku 1953 přejmenován na „Lidový rybářský spolek v Brně”.
Rybářům! Moravský zemský rybářský spolek zahájil znovu činnost přerušenou násilně Němci. Vedení spolku ujal se až do valné hromady výbor zvolený v r. 1939. Rybářská povolení pro revír Bílovice—Adamov na řece Svitavě vydávají se 13. a 14. června v místnostech spolku, Bratislavská 7, vždy mezi 16. a 19. hod. odpol. Staré legitimace přineste s sebou.
Čin č. 29, 10.06.1945

### Československý svaz rybářů – Český svaz rybářů (1957)
Naši rybáři i rybnikáři jsou dnes organisováni ve společné vrcholné organisaci — Jednotě rybářů, která ve třech oborech: rybníkářském, říčním a v odboru umělého chovu — sdružuje všechny rybářské spolky a vlastníky rybníků. Jednota rybářů má jíž přes 80.000 členů. Je vydáván též odborný časopis Československý rybář.
Slovo národa, orgán československé strany národně-socialistické, 22.01.1947

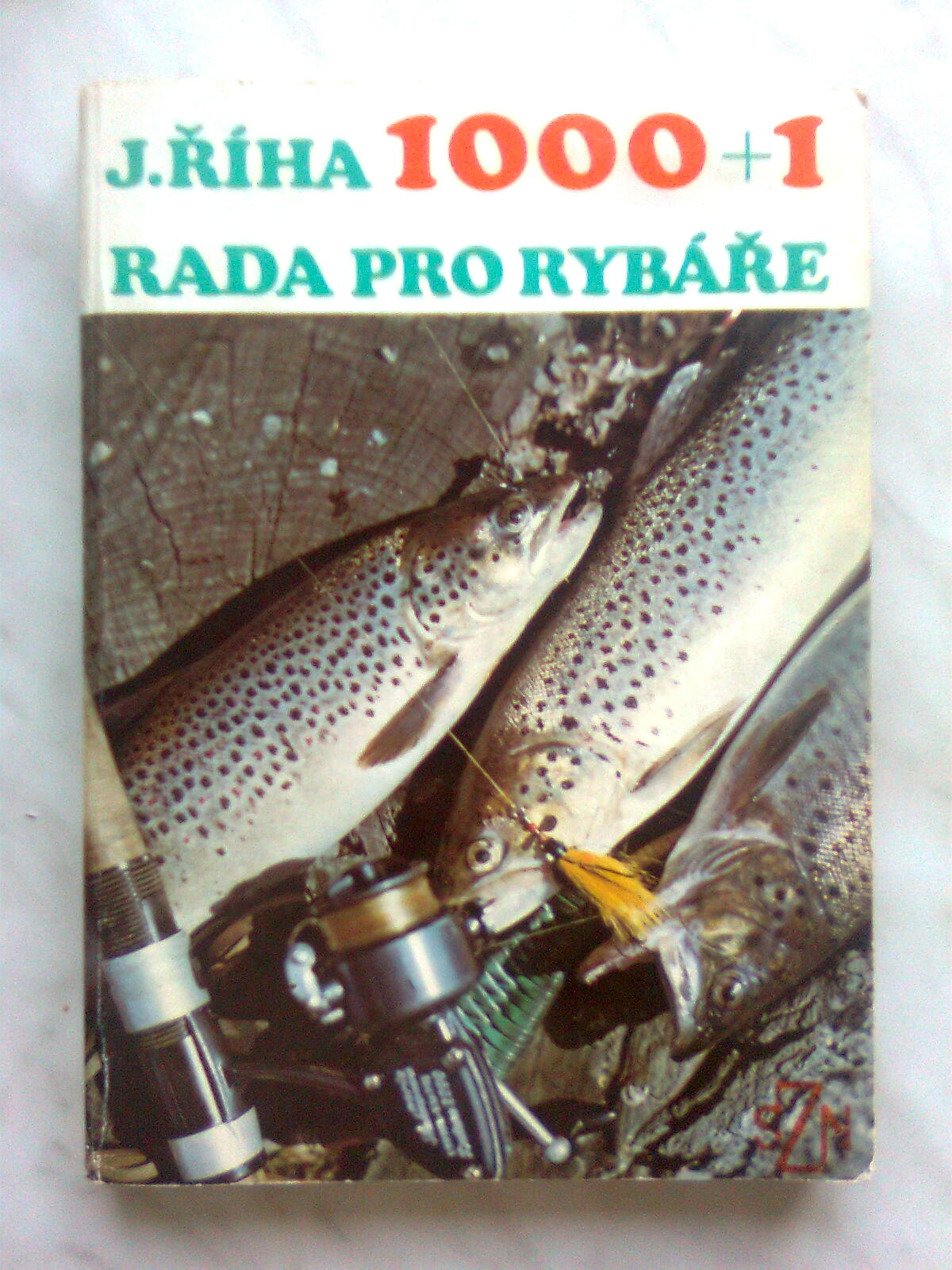
Jaromír Říha: 1000+1 rada pro rybáře, Státní zemědělské nakladatelství, Praha 1978

V roce 1957, po sloučení „Jednoty rybářů” v Praze a „Jednotného sväzu rybárov ” v Žilině, byl vyhlášen „Československý svaz rybářů” s ústředím v Praze. Na základě §2 zákona o rybářství z roku 1963 se občané ČSSR mohli sdružovat v Českém rybářském svazu a v Moravském rybářském svazu. Po vzniku federativní České socialistické republiky v roce 1969 byl Československý svaz rybářů rozdělen na Český rybářský svaz (ČRS) a Slovenský rybářský svaz (SRS). Obě masové zájmové socialistické organizace byly začleněny do Národní fronty. Na základě usnesení II. sjezdu ČRS z 22. prosince 1974 došlo od 1. ledna 1975 k zavedení krajského hospodaření a rybolovu, kdy bylo rybářské právo v tehdejším Jihomoravském kraji převedeno z místních organizací ČRS na Krajský výbor Českého rybářského svazu v Brně. V červnu roku 1990 se sešli zástupci 82 místních organizací z celého Jihomoravského kraje na ustavujícím sjezdu ve Znojmě, kde byl konstituován samostatný Moravský rybářský svaz (MRS) se sídlem v Brně.

### Historické zákony a nařízení
V Čechách platil pouze tzv. policejní zemský rybářský zákon ze dne 9. října 1883, č. 22 čes. z. z. z roku 1885, o některých opatřeních ke zvelebení rybářství ve vodách vnitrozemských, ve znění zákona ze dne 7. května 1891, č. 30 čes. z. z. Prováděcí předpisy k tomuto českému rybářskému zákonu byly vydány vyhláškou zemského prezidenta ze dne 11. května 1938, č. 103/11 ai 1936, odd. 8, čís. 45 Zem. věstníku pro Čechy, kterou byly zrušeny dosud platné vyhlášky býv. místodržitele v Praze ze dne 23. června 1913, čís. 34 čes. z. z., a ze 7. října 1917, čís. 85 čes. z. z.
Naproti tomu na Moravě platil nejenom podobný tzv. policejní zemský rybářský zákon ze dne 27. prosince 1881, č. 79 mor. z. z. z roku 1882, o některých opatřeních ke zvelebení rybářství ve vnitrozemských vodách, nýbrž kromě toho ještě tzv. produkční zemský rybářský zákon ze dne 6. června 1895, č. 62 mor. z. z. z roku 1896, vydaný k provedení říšského rybářského zákona č. 58/1885 ř. z. V tomto moravském produkčním zemském rybářském zákonu bylo upraveno rybářské hospodářství na veškerých tekoucích rybných vodách na hospodářské celky, tzv. rybářské revíry.
Na Moravě zákon co do výkonu rybářství rozeznával: a) revírní vody tekoucí, b) vody jiné. Zemský úřad tekoucí vody rozděloval po délce na revíry rybářské, a to tak, aby každý revír obsahoval nepřerušovanou trať, která dovolovala trvalé chování ryb a řádné hospodaření na revíru. Vody, které se pro rybářství nehodily nebo nebyly pouhými přítoky nebo odtoky rybníků, nesměly být do revíru pojímány.
Rybářský revír, na němž bylo vykonáváno jenom jedno vodní právo (náležející i několika osobám), musel být na žádost majitele uznán za revír vlastní. Ve vlastním revíru mohl majitel rybářského práva provozovat rybářství sám nebo je mohl propachtovat, ale pouze jako celek bez rozdílu co do jednotlivých odvětí ryb. Všechny ostatní tekoucí vody, které netvořily vlastní revír, tvořily tzv. revír složený a podle toho, kdo v něm rybářské právo provozoval se dělil na revír: pachtovní, družstevní nebo společnostní. Naproti tomu v tekoucích vodách, které do revíru pojaty nebyly, a ve stojatých vodách, bylo oprávněnému ponecháno na jeho vůli, jakým způsobem chce právo vykonávat (sám nebo skrze pachtýře). Ve Slezsku (a v Čechách) mohl vlastník rybářského práva vykonávat rybářství sám nebo propachtovat podle svého uvážení. Politický úřad ale mohl, pokud by uznal, že rybářství bylo provozováno nehospodárně, omezit vydávání rybářských lístků.
- Zákon ze dne 27. prosince 1881, z. z. č. 79 část XXIII., kterým se vydávají některá opatření za účelem zvelebení rybářství ve vnitrozemních vodách; nařízení c. k. místodržitelství ze dne 20. května 1882, č. 10614 z. z. č. 80 část XXIII. vydána k § 1., 2., 3., 4., 5., 8., 11., 14. a 19. svrchu jmenovaného zákona, vyhláška c. k. místodržitelství ze dne 21. ledna 1883, doplňující čl. II. nařízení ze dne 20. května 1882.[86]
- Nařízení pro moravské enklávy ve Slezsku ze dne 8. června 1883, kterým se provádí výše uvedený zákon
- Říšský zákon ze dne 25. dubna. 1885, jímž se upravuje rybářství ve vodách vnitrozemských
- Rybářský zákon pro Moravu ze dne 6. června 1895, z. z. č. 62. ex 1896[87]
- Nařízení c. k. místodržitele na Moravě, ze dne 30. června 1896 č. 24.126, z. z. č. 63., jež se týče doplňovacích ustanovení k zákonu rybářskému ze dne 6. června 1895, č. 62, z. z., 1896.[88]
- Nařízení c. k. místodržitele na Moravě, ze dne 30. června 1896, č. 24.126., z. z. č. 64., jež se týče ustanovení revírů dle zákona rybářského ze dne 6. června 1895, č. 62. z. z. z roku 1896.[89]
- Nařízení c. k. místodržitele ze dne 30. června 1896, č. 24.126., z. z. č. 65, kterým se vydává instrukce pro rybářského dozorce. Na základě § 30. zákona rybářského ze dne 6. června 1895. z. z. č. 62. z r. 1896[90]

- Vládní nařízení ze dne 23. října 1941, č. 5 Sb. z roku 1942, o částečné úpravě rybářství v Protektorátu Čechy a Morava, část II. Úprava rybářství v zemi Moravskoslezské.[91]

- Zákon o rybářství č. 62/1952 Sb. ze 17. listopadu 1952 z roku 1953[92]

- Zákon o rybářství č. 102/1963 Sb. ze dne 5. prosince 1963 (§2 Český rybářský svaz a Moravský rybářský svaz)[93]
- Vyhláška č. 103/1963 Sb. ministerstva zemědělství, lesního a vodního hospodářství, kterou se vydávají prováděcí předpisy k zákonu o rybářství[94]